# Билгорай
Билгорай (пол. Biłgoraj, исторически Белгорай) — город в Польше, в Люблинском воеводстве, центр Билгорайского повета. Город расположен на Билгорайской Равнине, на реке Ладе, 90 км от Люблина. Площадь города — 21,10 км², население — 27 255 жителей (2006).

## История
Город Билгорай был основан Адамом Горайским в 1578 году.
Последним владельцем города был госсекретарь Царства Польского Валериан Платонов, продавший его в 1864 году правительству Российской империи.
До 1912 года — уездный город Люблинской губернии. С 1912 года – в составе вновь образованной Холмской губернии как административный центр Белгорайского уезда.
С 4 октября 2005 года традиционно производящийся в городе билгорайский пирог включён Польским Министерством сельского хозяйства и развития села в список традиционных продуктов.

## Персоналии
- Еврейский писатель Исроэл-Иешуа Зингер родился в Белгорае в 1893 году. В 1920-х годах в городе жил его младший брат — писатель Исаак Башевис Зингер, лауреат Нобелевской премии по литературе 1978 года.
- Каролина Горчица (род. 1985)  — польская актриса кино и телевидения.
- Козел, Уршуля (род. 1931) — польская поэтесса, писательница, почётный гражданин г. Билгорай.